# Rinascente
La Rinascente S.p.A., commercialmente conosciuta come Rinascente, è una catena di grandi magazzini fondata in Italia agli inizi del '900 con sede a Milano, di proprietà della thailandese Central Group.
La Rinascente è presente in Italia in otto città: Milano, Torino, Monza, Firenze, Roma (con 2 sedi), Cagliari, Catania, Paola e Palermo. In passato ebbe sedi anche a Napoli, Genova, Padova, Messina, Bari, Trieste, Bolzano, Lodi e Trapani.

## Storia

### Le origini: i grandi magazzini dei Fratelli Bocconi

L'interno della Rinascente distrutto dai bombardamenti del 1943

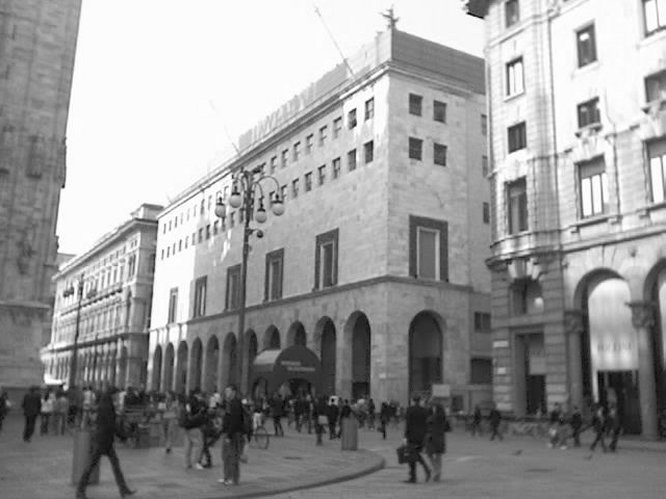
La Rinascente di Milano oggi

Il Palazzo della Rinascente all'angolo tra via del Corso e via del Tritone a Roma nel 1910

Nel 1865 i fratelli Luigi e Ferdinando Bocconi aprono in via Santa Radegonda a Milano il primo negozio italiano di abiti già confezionati. L'anno successivo impiegano più di cento lavoratori che realizzano abiti pronti per uomo. Tra il 1872 e il 1876 inaugurano altri negozi a Roma in via del Corso, a Genova, a Trieste, a Palermo e a Torino.
Nel 1877 aprono a Milano un secondo negozio presso l'Hotel Confortable, nel quadrilatero fra le vie Silvio Pellico, Tommaso Grossi, Carlo Cattaneo e Carlo Alberto (attuale via Minghetti). Il grande negozio d'abbigliamento, primo grande magazzino italiano, viene chiamato Aux Villes d'Italie. Viene realizzato sul modello del Le Bon Marché di Parigi, reso celebre da Émile Zola nel romanzo Au Bonheur des Dames del 1883.
Nel 1880 l'insegna diventa Alle città d'Italia, mentre nel 1887 apre la nuova sede di Roma su via del Corso, altezza largo Chigi, su disegno di Giulio De Angelis, il palazzo Bocconi, e nel 1889 la nuova sede di Milano in piazza del Duomo, opera di Giovanni Giachi.

### La società di Senatore Borletti e la rinascita degli anni '20

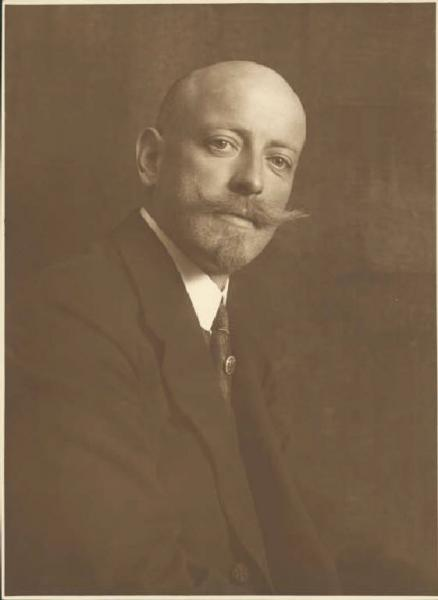
Senatore Borletti fotografato da Emilio Sommariva

Nel 1917 Senatore Borletti rileva l'attività dei Fratelli Bocconi e affida l'ideazione del nuovo nome al poeta Gabriele D'Annunzio. Così nasce la Rinascente, nome suggerito dal poeta per simboleggiare la rinascita del negozio. La società viene ufficialmente registrata il 27 settembre 1917. L'obiettivo di Borletti è puntare sull'eleganza dei grandi magazzini, impegnandosi immediatamente a aumentare la qualità della merce venduta, pur senza alzare eccessivamente i prezzi. Lo scopo annunciato è un approccio "democratico" al lusso, per attirare sia i clienti delle classi alte che quelli delle medio-basse.
A pochi giorni dall'inaugurazione, la notte di Natale del 1918, il punto vendita di Milano in piazza del Duomo viene completamente distrutto da un incendio.
Fra il 1919 e il 1920 riaprono, rinnovati, i punti vendita di Torino, Genova, Bologna, Firenze, Roma, Napoli e Palermo, ai quali si aggiungono le nuove aperture di Padova nel 1922, Catania nel 1923, Messina nel 1924, Bari nel 1925, Milano piazzale Loreto, Roma corso Vittorio Emanuele II, Taranto, Siracusa e Trapani, tutte tra il 1927 e il 1928. Nel 1931 viene inaugurato il punto vendita di Cagliari nel palazzo costruito tra il 1925 e il 1930 sulla via Roma, di fronte al porto.
Il negozio milanese di piazza del Duomo, invece, riapre il 23 marzo 1921, ricostruito, ingrandito, trasformato e arricchito di numerose attività collaterali, fra cui una banca, un parrucchiere, una sala da tè con orchestra e un ufficio postale. Il celebre manifesto realizzato da Aldo Mazza per la riapertura dei magazzini, in cui è raffigurato un tronco di ulivo da cui sbocciano nuovi rami, è un rimando al concetto simbolico della rinascita.
La guida del complesso aziendale è nelle mani di Umberto Brustio, cognato del maggior azionista Senatore Borletti. In questi anni si stringe il sodalizio tra la Rinascente e Marcello Dudovich: l'artista triestino firmerà i manifesti pubblicitari per l'azienda fino al 1956. La collaborazione con artisti dell'epoca non è nuova nella storia dell'azienda: la serie Domus Nova, per esempio, venne progettata nel 1927 da Gio Ponti con Emilio Lancia.

### Gli anni '30

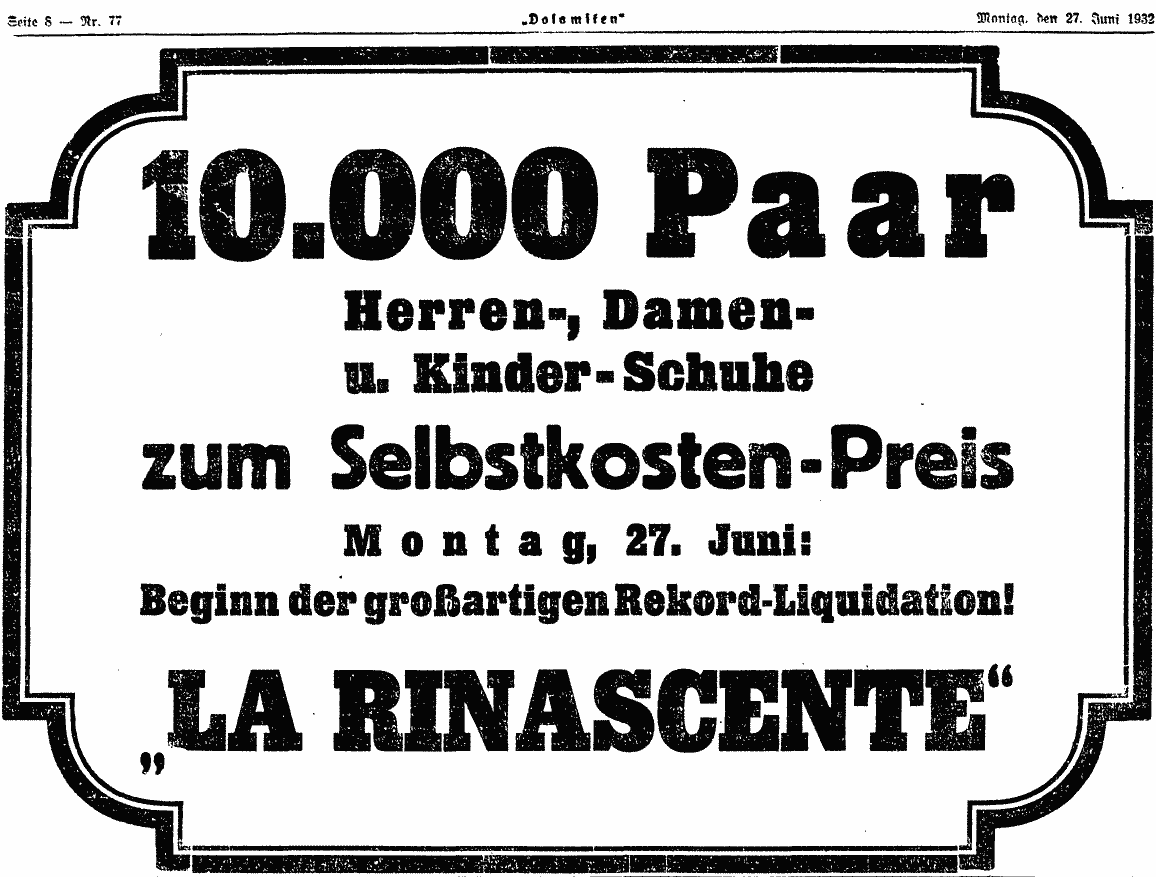
Pubblicità de La Rinascente per la filiale di Bolzano, 1932

Nel 1928, dopo aver collaborato con la società tedesca Leonhard Tietz per introdurre in Italia il magazzino a prezzo unico, la Rinascente si fonde con la UPIM in una sola azienda. Questa ha come nuovo socio il grande magazzino di Zurigo Jelmoli e comprende 5 filiali de la Rinascente e 25 magazzini UPIM in tutta Italia.
Nel 1937 viene installata la scala mobile nel palazzo della Rinascente di Roma in Largo Chigi, la prima in Italia in un'azienda commerciale. Sono gli anni in cui si magnifica e si lancia il prodotto italiano, si esaltano le materie sintetiche ed entrano in scena il raion, il cafioc e la lana artificiale. La Rinascente promuove delle campagne per valorizzare la diffusione dei prodotti dell'industria italiana e con la distribuzione crea un vivo contatto con il consumatore, interpretando così i bisogni del pubblico.
Scomparso Senatore Borletti nel 1939, Umberto Brustio viene eletto presidente. Nel 1942, nel venticinquesimo anniversario della sua fondazione, la società conta 5 punti vendita Rinascente e 52 magazzini UPIM.

### Gli anni della guerra
La seconda guerra mondiale provoca gravissimi danni all'azienda: vengono distrutte le filiali di Genova e Cagliari, il negozio di piazza del Duomo viene praticamente raso al suolo; risultano ancora parzialmente operativi solo un punto vendita Rinascente a Roma e 37 magazzini UPIM. Per non interrompere le vendite, il Comune di Milano concede in affitto alla Rinascente tre ampi saloni nel Palazzo della Ragione di via Mercanti.

### Il dopoguerra e gli anni '50
Finita la guerra, la ripresa è rapida e vigorosa: tra il 1945 e il 1946 vengono ricostruiti 19 negozi UPIM, la Rinascente di Cagliari, la sede della società a Milano in Via Carducci e i depositi.
Il 4 dicembre 1950, a Milano, avviene la riapertura del punto vendita di piazza del Duomo. La progettazione architettonica dell'esterno del palazzo è opera di Ferdinando Reggiori. Carlo Pagani progetta le vetrine, gli ingressi, l'architettura degli interni e l'arredamento. Moderne scale mobili collegano i diversi piani dell'edificio. Max Huber disegna il nuovo logo. Albe Steiner diviene responsabile degli allestimenti esterni e interni e della grafica pubblicitaria fino al 1955.
Questi sono anni di grande fermento, in cui la Rinascente vende per prima prodotti dotati di carica modernizzatrice, provenienti soprattutto dagli Stati Uniti, e si fa promotrice di una serie di attività culturali che la trasformano in una vera e propria finestra sul mondo. Ne sono un esempio le Manifestazioni-Paese dedicate alla Spagna nel 1955, al Giappone nel 1956, al Regno Unito nel 1957, agli Stati Uniti nel 1958, all'India e alla Thailandia nel 1959, al Messico nel 1960 e agli indios nel 1964.
Nel 1955 viene inaugurato il nuovo Circolo della Rinascente con sede a Milano in Via Durini e nasce l'ufficio pubbliche relazioni, mentre nel 1957 apre l'ufficio ricerche di mercato.
Lora Lamm è responsabile della grafica pubblicitaria. Amneris Latis è direttore artistico per l'ufficio pubblicità.
Nel 1957 Umberto Brustio, dopo quasi quarant'anni abbandona il vertice aziendale, assumendo la carica di presidente onorario. Aldo Borletti, figlio di Senatore Borletti, viene eletto presidente della società e con Cesare e Giorgio Brustio ricopre anche la carica di direttore generale. All'interno del top management la figura di maggior rilievo è Cesare Brustio, direttore generale e vicepresidente.

### Il premio Compasso d'oro
Nel 1954 La Rinascente istituisce il premio Compasso d'oro, nato da un'idea di Gio Ponti e Alberto Rosselli. Il riconoscimento è rivolto ai migliori risultati della produzione industriale e ai designer che nella creazione di oggetti del quotidiano sanno unire estetica e funzionalità. Il marchio del premio è ideato da Albe Steiner che ne suggerisce l'idea a partire da un suo personale strumento di lavoro, mentre a Rosselli e a Marco Zanuso spetta il compito di disegnare il vero compasso oggetto del premio. Nel 1959 la Rinascente cede l'organizzazione del Premio ad ADI, l'Associazione per il disegno industriale nata nel 1956.

### La crescita degli anni '60
Nel 1960 sul modello del primo supermercato in Italia, aperto il 27 novembre 1957 a Milano in Viale Regina Giovanna, all'attività de la Rinascente-Upim si affianca quella dei supermercati Sma. Si tratta dell'esempio più moderno e progredito di distribuzione e vendita al dettaglio di generi alimentari. È l'anno del boom economico e la Rinascente a Milano, nel periodo natalizio, a seguito dell'affollamento del pubblico è costretta a sbarrare gli ingressi.
Nel 1960 apre inoltre la Rinascente di Roma Piazza Fiume, progettata da Franco Albini e Franca Helg: si estende su 7 piani collegati tra loro da ascensori, scale mobili e dalla famosa scala elicoidale di Albini. 50 reparti di vendita presentano tutti i temi di assortimento già caratteristici della sede di Milano. La Rinascente diviene così il più completo centro per lo shopping a Roma. Il 5 dicembre 1960 apre a Genova nel quartiere di Piccapietra il nuovo magazzino che si estende su sei piani di vendita.
Nel 1963 Pierre Cardin, celebre stilista italo-francese, firma un contratto con la Rinascente per la produzione di una sua linea d'abbigliamento a prezzi moderati, dichiarando che la moda deve essere accessibile a tutti, democratica e al passo con i tempi.
Adriana Botti Monti diviene direttore artistico per l'ufficio pubblicità. La sua carriera sarà punteggiata dalla vittoria di numerosi premi e riconoscimenti professionali.

### L'acquisizione da parte di IFI
Nel 1967 alla scomparsa di Aldo Borletti, il nuovo presidente del gruppo è Senatore Borletti (figlio di un fratello del fondatore); Cesare Brustio ricopre la carica di amministratore delegato. Nel 1969 la famiglia Borletti, cede le proprie quote a IFI, facente capo alla famiglia Agnelli, e Mediobanca, già azionisti dal 1965, quando Jelmoli uscì dalla società. Nel 1970 l'ambasciatore Guido Colonna di Paliano è il nuovo presidente della società. Il gruppo conta 5 negozi la Rinascente, 150 grandi magazzini UPIM e 54 supermercati Sma.
Nel 1972 apre a Concesio, nell'hinterland di Brescia, la Rinascente-CittàMercato, il primo ipermercato destinato alla vendita di merci a prezzi vantaggiosi. Obiettivo dei nuovi dirigenti della società è di superare la contrapposizione fra grande distribuzione e commercio tradizionale. Il punto vendita di piazza del Duomo viene rinnovato e la nuova struttura della Rinascente è razionale e in linea con i tempi. Nel 1973 inaugura il nuovo negozio la Rinascente di Torino. Il 25 aprile 1972 scompare Umberto Brustio; il 23 marzo 1973, Senatore Borletti diviene vicepresidente della società.
Nel 1977 il gruppo acquisisce una delle più grandi aziende di distribuzione statunitense, la J.C. Penney, presente in Lombardia con quattro punti vendita. La Rinascente punta a risollevare le proprie sorti, forte dell'esperienza nella rete distributiva e dell'organizzazione moderna e di successo dell'azienda: nel primo semestre l'incremento delle vendite è pari al 20,7%.
Nel 1983, il gruppo apre a Venaria Reale, città alle porte di Torino, il primo Bricocenter, supermercato per il fai da te. Due anni dopo conclude la trattativa per l'acquisizione della Croff Nuova Spa, società specializzata nella distribuzione di prodotti per la casa.
Nel 1997 la proprietà FIAT stipula un accordo finanziario e tecnico con Auchan, in seguito al quale comincia un processo di riconversione dei 23 Città Mercato e dei 2 Joyland in Auchan. Il gruppo chiude con un aumento del giro d'affari e sviluppa nuove strategie per raggiungere l'obiettivo che prevede il potenziamento del settore alimentare con l'apertura di 40 ipermercati entro il 2002.

### Rinascente diventa una società per azioni
In seguito a uno scorporo del gruppo, precedentemente quotato in forma ordinaria, privilegiata e di risparmio, avvenuto nel 2005, i grandi magazzini La Rinascente vengono rilevati da un gruppo di investitori (20% Pirelli Real Estate, 46% Investitori associati, 30% Deutsche Bank Real Estate, 4% famiglia Borletti): nasce La Rinascente S.p.A. Il management team della Rinascente è guidato da Vittorio Radice.
La completa ristrutturazione del punto vendita di piazza del Duomo vede l'apertura nel 2007 di una food hall cosmopolita e nel 2009 del Design Supermarket, un piano interamente dedicato al design con più di 200 marchi.

### Anni 2010: l'acquisizione da parte di Central Retail Corporation
A maggio 2011 la società thailandese Central Group rileva la proprietà de la Rinascente. Sudhitham Chirathivat diviene presidente e Tos Chirathivat direttore dell'azienda: quest'ultimo annuncia in una conferenza stampa di voler rendere il marchio la Rinascente noto a livello globale e conosciuto in tutta l'Asia. L'anno successivo, Alberto Baldan, direttore generale dal 2007, diventa amministratore delegato. Vittorio Radice assume il ruolo di vicepresidente de la Rinascente, unitamente all'incarico dello sviluppo internazionale dei luxury department store del gruppo.
Nel 2013 Central Group rileva il department store Illum di Copenaghen e nel 2015, ottiene la quota di maggioranza del gruppo Kadewe, ottenendo gli store KaDeWe di Berlino, l'Oberpollinger di Monaco di Baviera e l'Alsterhaus di Amburgo.
Il 26 maggio 2016 la Rinascente di Milano viene premiata a Zurigo, durante la cerimonia per il Global Department Store Summit 2016, come miglior department store al mondo.
Nel 2017 Pierluigi Cocchini, direttore centrale delle vendite dal 2008, viene nominato amministratore delegato. A ottobre 2017 Rinascente inaugura il secondo grande magazzino a Roma in Via del Tritone, in un palazzo di otto piani completamente ristrutturato, ma caratterizzato dalla possibilità di visitare il sito archeologico primo piano interrato, che riporta alla luce i resti dell’Acquedotto Vergine inaugurato nel 19 a.C.. Lo store incorpora e avvolge anche un piccolo edificio dei primi del '900 denominato il "Palazzetto". L'ultimo piano ospita una food hall.

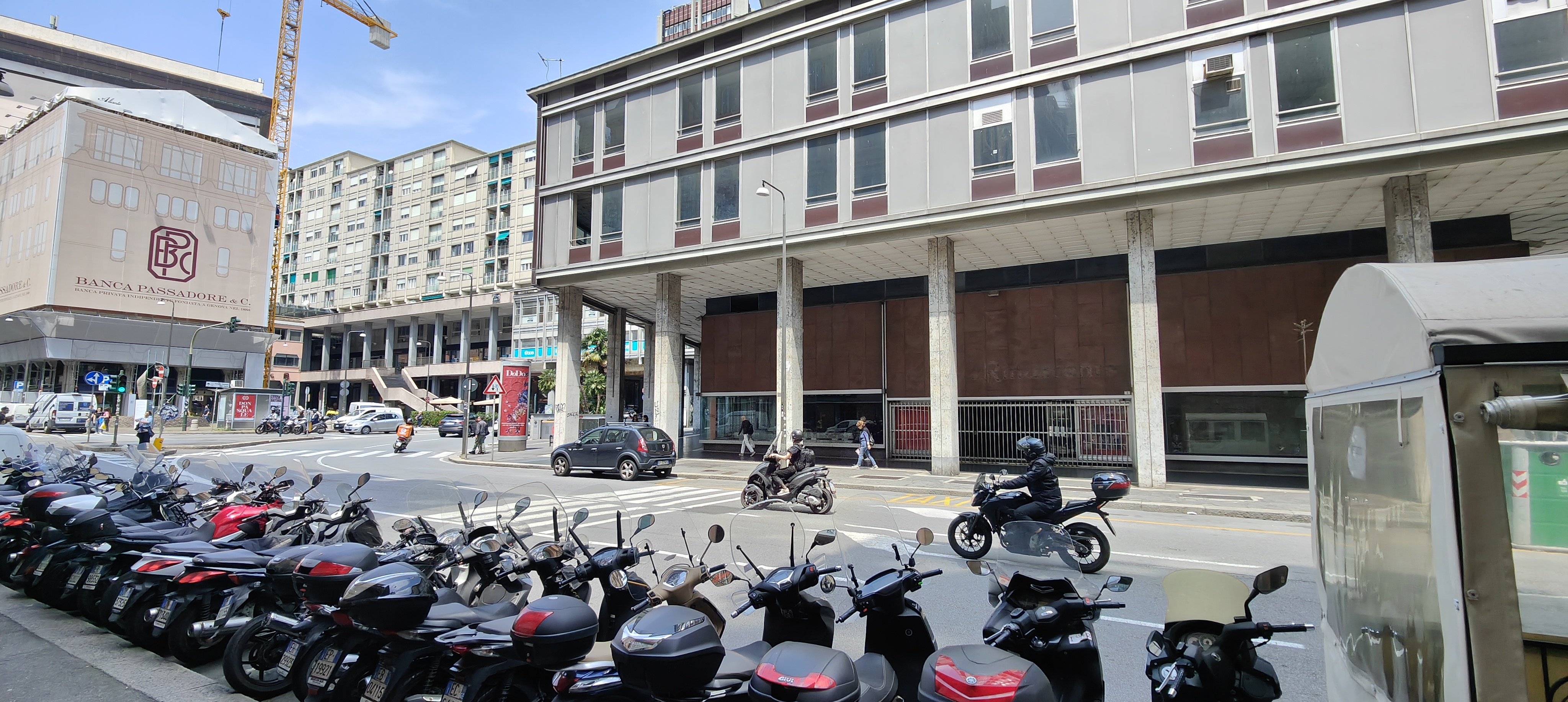
La ex sede genovese a Piccapietra

Nel 2018 la dirigenza determina che non sia più strategico investire nella città di Genova, e pertanto, dopo 60 anni, viene chiuso il negozio mentre, ad inizio 2019, cessa l'attività anche il negozio di Padova.
Anni 2020: la riqualificazione del brand
In un contesto in continua evoluzione, La Rinascente ha avviato una significativa collaborazione con Coop Italia, culminata nella firma di un accordo strategico per la creazione di "corner retail" dedicati al marchio all'interno dei punti vendita Coop. Questa iniziativa ha l'obiettivo di ampliare la presenza di La Rinascente nel mercato, diversificando al contempo l'offerta per i consumatori e integrando l'elevata qualità e il prestigio del marchio in nuove location, in particolare all'interno delle gallerie dei centri commerciali di proprietà di Coop. 
Per facilitare questa espansione, è stata costituita una nuova entità denominata LaRinascente Store Srl, incaricata di gestire e implementare i corner retail. La struttura azionaria della nuova società prevede che La Rinascente SpA detenga il 72,8% della proprietà, mentre Coop Retail, controllata da Coop Italia, possiederà il 21%. Il restante 6,2% sarà detenuto da LaR Srl, un’entità associata che contribuirà allo sviluppo e alla gestione delle operazioni.